# Visual novel
 (novembre 2022).
Si vous disposez d'ouvrages ou d'articles de référence ou si vous connaissez des sites web de qualité traitant du thème abordé ici, merci de compléter l'article en donnant les références utiles à sa vérifiabilité et en les liant à la section « Notes et références ».
Roman vidéoludique
Ne doit pas être confondu avec Roman visuel, Sound novel (genre de jeu électronique), Roman graphique, Light novel, Simulation de drague, Jeu de drague, Eroge, Jeu vidéo bishōjo, Galge ou Jeu vidéo otome.

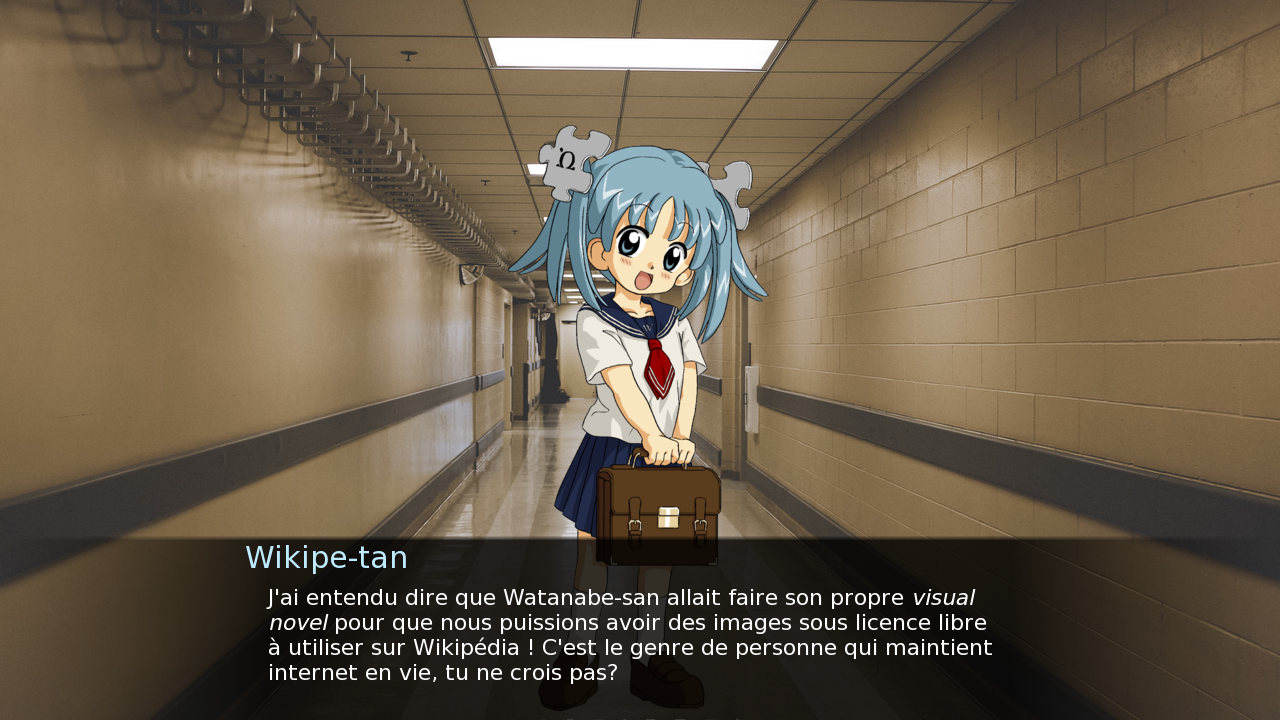
Représentation très répandue parmi les visual novels : un décor, un personnage (ici Wikipe-tan) et une boîte de dialogue.

Un visual novel (ビジュアルノベル, bijuaru noberu, prononcé /bidʑɯaɾɯnobeɾɯ/ en japonais et /ˈvɪzjʊəl ˈnɒvəl/ en anglais britannique, litt. « roman visuel »), en français roman vidéoludique, ou roman visuel, est un genre de jeu vidéo assez populaire au Japon, mais moins connu dans le reste du monde.
Le terme visual novel est un wasei-eigo, un mot japonais formé à partir de mots de la langue anglaise. Le genre est également désigné via l'abréviation courante VN et plus rarement désigné sous le terme novel game — à l'international, il est le plus souvent utilisé par des personnes considérant hautement le genre, comme l'insani ; ce terme est le plus souvent une retranscription intentionnelle du wasei-eigo « noberu gēmu » (ノベルゲーム), bien plus répandu en japonais. Ainsi, le terme roman vidéoludique sied pour traduire l'utilisation japonaise, mais la connotation de haute considération présente en anglais est cependant perdue si elle n'est pas retranscrite d'une manière annexe.
Au Japon, les visual novels sont considérés comme des jeux d'aventure. Les japonais font souvent la distinction entre les jeux dits « NVL » (abréviation de « novel »), qui consistent essentiellement en une narration et qui comportent très peu d'éléments interactifs, et les jeux dits « AVG » ou « ADV » (respectivement « adventure game » et « adventure »), qui intègrent des résolutions de problèmes et d'autres types d'interactivité. Cette distinction ne se fait généralement pas en dehors du Japon, où les NVL et les ADV sont communément appelés « visual novels » par les fans étrangers.
Ce type de média est plus proche d'un livre que d'un jeu vidéo. Il est constitué d'un cadre dans lequel défile du texte, généralement accompagné d’images et de sons, et qui raconte une histoire. Dans la plupart des visual novels, le lecteur a la possibilité d’intervenir sur le déroulement de l'histoire par l’intermédiaire de choix textuels.
La grande majorité des visual novels ne sortent que sur ordinateur, seuls certains visual novels populaires sont portés sur console.

En 2006, la société américaine Hirameki estimait qu'environ 70 % des jeux vidéo sur ordinateur au Japon à cette époque étaient des jeux de type « visual novel ».

## Origine et popularisation du terme

### Visual novel
À l'origine, le terme visual novel provient d'une marque créée par Aquaplus.

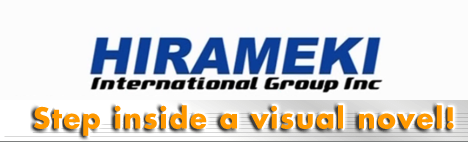
Slogan « Step inside a visual novel! ».

Cette marque, Leaf Visual Novel Series, fut donnée à la série regroupant à l'origine les trois premiers jeux que produit le studio Leaf, branche de la société Aquaplus créée l'année suivante, à savoir Shizuku (janvier 1996), Kizuato (juillet 1996) et To Heart (mai 1997),. En 2003, leur jeu Routes entre dans la série Leaf Visual Novel Series.
Ce terme fut utilisé pour se démarquer des sound novels, marque déposée de Chunsoft, car les visual novels accordaient davantage d'importance au graphisme qu'au son.
C'est la société américaine Hirameki qui popularisera le terme auprès de la communauté américaine avec leur slogan « Step inside a visual novel! ». Ils choisirent ce terme car avant cela leurs produits n'étaient qualifiés que de DVD interactifs, terme trop confus pour la majorité des clients qui ne savaient pas exactement ce qu'ils achetaient.
Jeuxvideo.com contribue un peu à sa popularisation en France en ne traduisant tout simplement pas le terme.
En 2013, l'entreprise Spike Chunsoft (fusion de Spike et Chunsoft) dépose en Union européenne le terme visual novel en tant que marque.

### Roman vidéoludique
Le terme roman vidéoludique est un terme proposé par l'Office québécois de la langue française en 2019 pour traduire le faux anglicisme visual novel.
Nintendo commercialise des visual novels sous le terme français roman vidéoludique, y compris sur la version en français de France de leur boutique en ligne.

### Autres traductions
Sur la version française de Steam, qui est un acteur mondial majeur dans la popularisation du genre, visual novel est traduit par « roman graphique ».

### Inclassable
Gamekult présente un exemple et un contre exemple ; les visual novels sont dans une catégorie pour les jeux « inclassables » mais leurs rédacteurs utilisent tout de même le terme visual novel dans leurs articles.

## Système de jeu

### Visual novel

Exemple d'un diagramme représentant un scénario simple d'un visual novel non linéaire.

Un visual novel ne doit pas être pris comme un jeu au sens classique du terme, mais plutôt comme un livre, voire une bande dessinée. On suit une histoire, tout en admirant les images et les animations des personnages. Bien souvent, un fond musical accompagne le tout. Les voix des personnages sont également présentes.
The Visual Novel Database (abrégé officiellement en VNDB, elle est la base de données la plus connue internationalement concernant les visual novels) définit les visual novels comme ceci : « Un visual novel peut être considéré comme une combinaison d'un roman et d'un jeu vidéo : il s'agit de jeux vidéo avec une grande intrigue textuelle et peu d'interaction de la part du joueur. Un visual novel typique se compose d'un texte sur un fond d'image style anime et est accompagné d'une musique de fond. Tout au long du jeu, le joueur doit généralement répondre à quelques questions qui auront un effet sur l'histoire. Ainsi, jouer une deuxième fois à un visual novel tout en donnant d'autres réponses peut aboutir à une intrigue entièrement différente. ».
The Portopia Serial Murder Case, sorti en juin 1983, est considéré comme le précurseur du genre. Shizuku, le 1er jeu de la série Leaf Visual Novel Series de Leaf, sorti en janvier 1996, est, lui, considéré comme le 1er visual novel ayant inspiré les visual novels modernes,,,.
Les interactions du joueur se limitent donc à faire des choix, cliquer pour lire le texte suivant, ou faire défiler les images et les sons. Une option de défilement automatique, présente dans la plupart des visual novels récents, peut même presque réduire les interactions du joueur à zéro ; seul la sélection de choix demande une interaction du joueur quand ce mode est actif.
Ces jeux possèdent plusieurs histoires (appelées routes). À certains moments, le joueur se voit donc proposer un choix qui influencera l'histoire, la faisant évoluer dans une direction ou une autre. Il existe par conséquent plusieurs fins différentes pour un même visual novel.
Certains proposent aussi des mini-jeux ou quelques éléments de jeux de rôle. L'un d'eux, Symphonic Rain (en), propose de jouer d'un instrument de musique.

### Kinetic novel
À l'origine, le terme kinetic novel (キネティックノベル) provient d'une marque créée par le studio Visual Art's.
Le kinetic novel est un sous-genre du visual novel et du sound novel où le joueur n'intervient pas dans des choix mais déroule simplement l'histoire. Ils ne contiennent donc qu'une histoire, qu'une route.
Les interactions du joueur se limitent donc à cliquer pour lire le texte suivant, ou faire défiler les images et les sons. Une option de défilement automatique, présente dans la plupart des visual novels récents, peut même réduire les interactions du joueur à zéro.
Par exemple, la série des Narcissu est classée dans le sous-genre des kinetics novels. 

## Caractéristiques d'unvisual novel

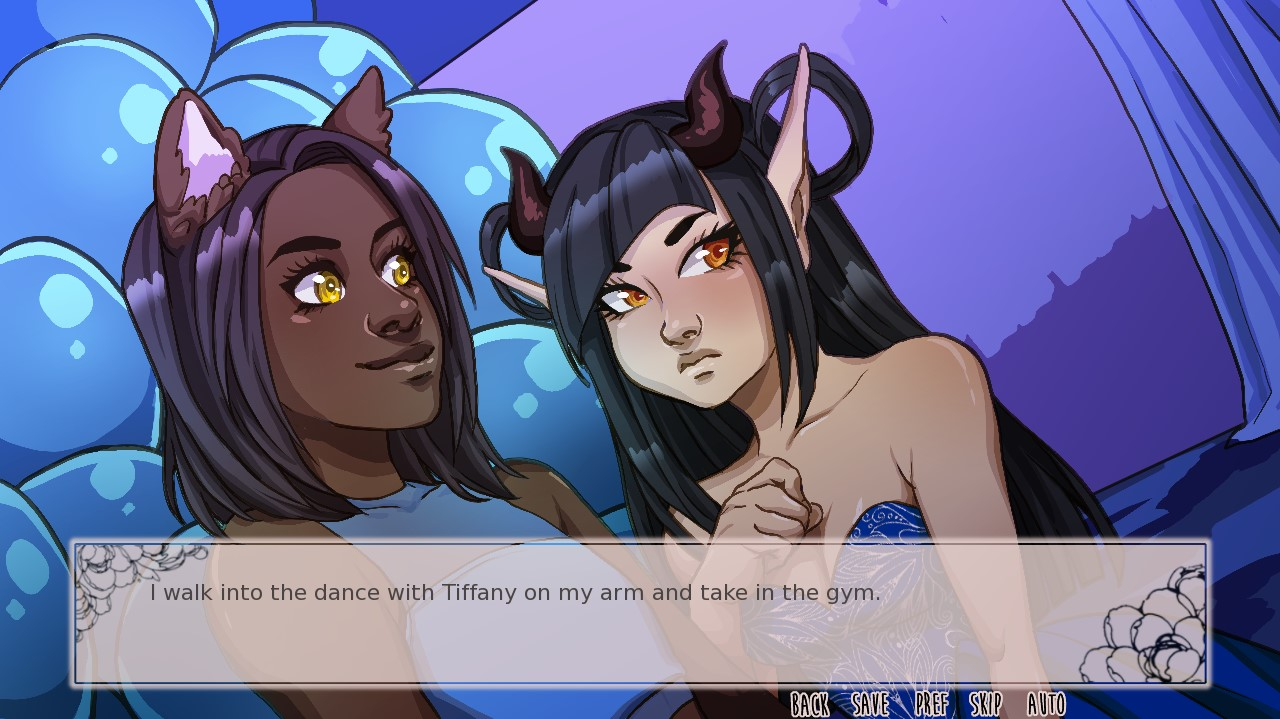
Scène typique, temps fort accompagné d'une illustration unique.

Si, comme Clannad ou To Heart, les jeux dits « tranche de vie » sont les plus nombreux, on peut aussi recenser d'autres styles. En effet, Soul Link et Galaxy Angel (en) abordent par exemple la science-fiction, Bible Black et Shizuku sont plus orientés horreur, Higurashi no naku koro ni et Umineko no naku koro ni font la part belle aux enquêtes policières, et les jeux de rôle sont également abordés, à l'instar de la série des Rance et du jeu Koihime Musō (en).
La complexité d'un scénario de visual novel peut varier ; autant il peut être captivant et riche, autant il peut n'être qu'un prétexte pour laisser place au nukige où l'intrigue est secondaire et n'est qu'un prétexte au contenu érotique : on peut citer par exemple Sexfriend ou Discipline: Record of a Crusade (ja).
Les visual novels étant majoritairement des jeux de drague, ils contiennent très souvent des scènes ecchi (voire hentai) destinées à un public adulte, en faisant implicitement un jeu eroge. Quelquefois, ce contenu érotique peut être évité ou varié. Cependant, ceux portés sur console sont quant à eux la plupart du temps dénués de toute scène érotique et deviennent tout public, à l'instar de Shuffle!, Kanon ou Fate/stay night. Le portage sur console d'Aokana: Four Rhythm Across the Blue présente un exemple et un contre-exemple ; sur PlayStation 4 le jeu s'est vu censuré alors que le portage pour Nintendo Switch n'a pas été censuré,. Par ailleurs, certaines images ecchi d'origine sont parfois même modifiées afin de respecter le public auquel le jeu s'adresse. À l'inverse, on peut trouver des jeux tout public devenant explicitement pour adultes par l'ajout de scènes érotiques : on peut citer par exemple Little Busters! ou To Heart 2. Enfin, certains visual novels sortent et restent tout public, à l'instar d'Ever 17: The Out of Infinity ou de Clannad.
Les jeux de drague mettent le plus souvent en scène un garçon cherchant à séduire une ou plusieurs filles. Toutefois, un sous-genre du visual novel en expansion, l'otome — ou également « jeu vidéo otome » ou encore « otome game » —, consiste en un jeu dont l'héroïne est une fille pouvant séduire des garçons (ou des filles, selon les jeux).
La grande majorité des visual novels sont réalisés par des amateurs ou semi-professionnels dotés d'un faible budget même s’il existe toutefois des développeurs professionnels comme Nitroplus, Âge, le studio Key...
Deux arrangements de boîte de texte prédominent le genre ; les boîtes de texte dites ADV et les boîtes de texte dites NVL. Une boîte de texte ADV occupe une petite partie du bas de l'écran pour laisser place aux images et parfois à des éléments de jeu. Une boîte de texte NVL prend quasiment l'ensemble de l'écran pour afficher un maximum de texte. Les boîtes de texte ADV peuvent parfois être opaques mais ce n'est que très peu le cas des boîtes NVL qui doivent laisser le joueur entrevoir les images en arrière-plan. La plupart du temps, un jeu n'adopte qu'un style de boîte de texte ; néanmoins, certains jeux alternent entre ces deux styles ; c'est le cas par exemple de Katawa Shoujo.

## Lexique propre au genre

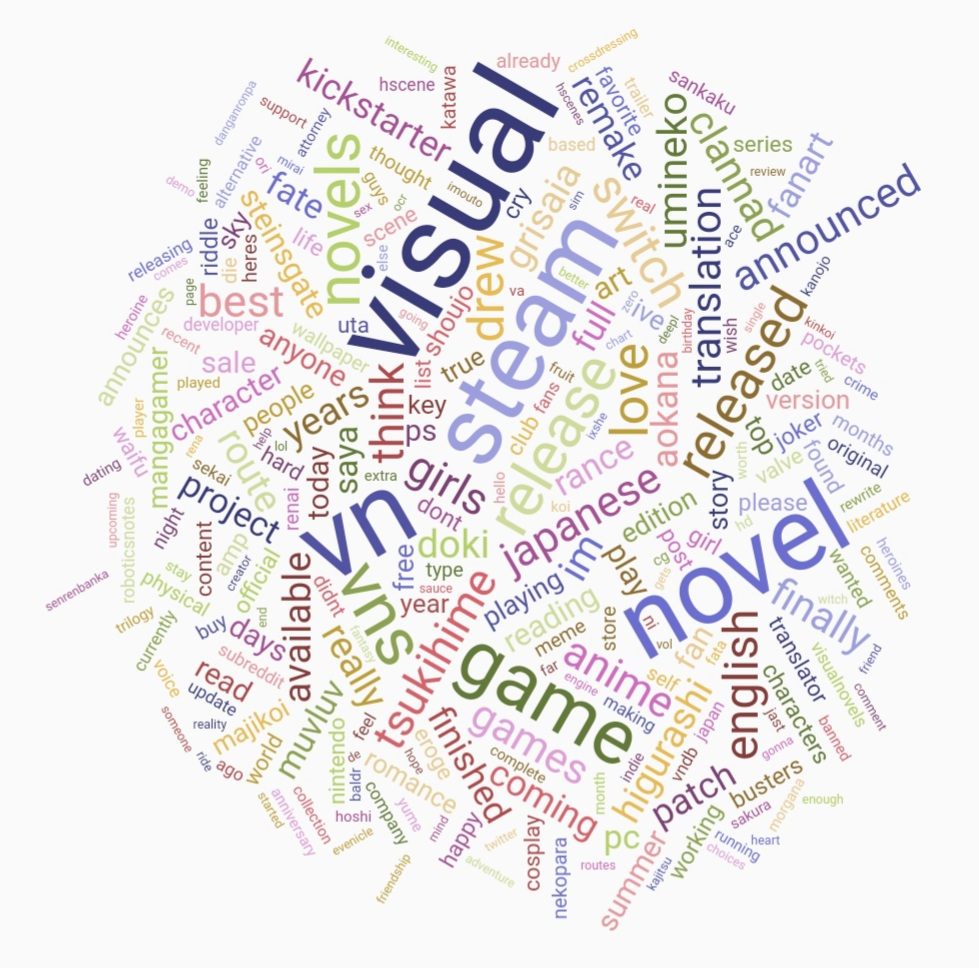
Nuage de mots-clés comportant les 250 mots-clés les plus utilisés sur le sous-forum reddit anglophone visualnovels (octobre 2021).

## Développement d'unvisual novel

### Technologies utilisées dans le développement d'unvisual novel
Des technologies sont utilisées pour améliorer certains visual novels, comme des modules de moteurs pour par exemple ajouter des mini-jeux ; cela est nécessaire pour certains moteurs et c'est le cas pour le moteur NScripter, par exemple, qui est relativement limité lorsque l'on sort du cadre standard des fonctionnalités des visual novels.

#### Technologies pour animer des images 2D
Il existe des technologies comme Live2D ou encore E-mote pour animer des sprites 2D afin de leur donner une sensation de 3D ou encore des animations pour que des personnages expriment des émotions, etc. Ces technologies utilisent une technique de morphose 2D.

#### Technologies pour contrer la copie des données
Énormément de visual novels sont développés avec des moteurs de jeu propriétaires, de plus, les fichiers sont quasi systématiquement offusqués. Non seulement cela protège les données du jeu de la copie — et donc garantie le droit d'auteur —, mais cela empêche fortement certains fans de modifier ou traduire le jeu sans l'accord des ayants droit.

## Utilisations

### Pont vers d'autres médias
Le visual novel peut également être un pont pour certains artistes vers d'autres médias, notamment l'animation. Par exemple, Kinoko Nasu a considérablement ralentit sa production de visual novels lorsque la série Fate/ fit transition vers l'animation et d'autres types de jeux vidéo. Ainsi, Mahōtsukai no Yoru (en), sorti en 2011, est supposément le dernier visual novel de Type-Moon (hormis les diverses nouvelles versions de visual novels sorties après 2011). De même, Jun Maeda, connus pour être l'auteur principal de visual novels populaires de Key comme Air, Clannad, Little Busters! ou encore Kanon a fini par choisir les médias de l'animation, du light novel et du manga pour ses prochaines œuvres telles que Charlotte et Angel Beats! — la série animée de cette dernière œuvre étant par exemple la base du visual novel. De telles transitions sont parfois justifiées ainsi : le visual novel est un domaine dans lequel quasiment n'importe qui peut se lancer, même avec peu de budget ; espérant un succès critique et public, l'artiste, collectif d'artistes ou l'entreprise essaye de faire la transition vers le média visé dès que possible — c'était le cas de Kinoko Nasu et son groupe Type-Moon, autrefois amateurs et sans le sou.

### Utilisations à des fins publicitaires
Le visual novel est, comme tout genre de jeux vidéo, sujet à la création de jeux vidéo publicitaires. On peut citer, par exemple, le jeu vidéo otome parodique publicitaire I Love You, Colonel Sanders! (en) commandé par la chaîne de restovite KFC est sorti en 2019. Ce dernier a été relativement populaire en raison de la notoriété de la chaîne mais n'a pas été particulièrement appréciée ni par le public ni par la critique.

### Utilisations à des fins politiques
Certains visual novels véhiculent explicitement des messages politiques ; par exemple, un visual novel a été développé en faveur de la Nouvelle Union populaire écologique et sociale ou encore un autre à l'occasion de l'élection présidentielle taïwanaise de 2020 en faveur de Tsai Ing-wen,.

## Plateformes
Les visual novels sont principalement joués sur PC fixe mais d'autres manières de jouer sont pratiquées, d'autres plateformes sont utilisées.

### PC
Le PC est la plateforme disposant du plus grand nombre de visual novels et cette manière de jouer est celle de base ; c'est pourquoi la majorité des joueurs jouent sur PC fixe.
Cependant, nombre de joueurs jouent à des visual novels sur un PC portable pour pouvoir y jouer quasiment n'importe où, le PC portable est privilégié pour des sessions de jeux confortables, dans un canapé avec le PC relié à une télévision, dans un lit, etc.
Certains PC sont semblables à des consoles portables à l'instar de la famille de PC GPD Win (en). Ces ordinateurs permettent et le confort et la portabilité d'une console portable ainsi que le vaste catalogue de jeux dont dispose le PC.

### Consoles de jeu
Cette manière de jouer est relativement exclusive aux japonais ou en tout cas aux japonophones car très peu de visual novels sortent et sur console et en une autre langue que le japonais.
Les visual novels disposant de sorties sur console possèdent souvent une version sur une ou plusieurs consoles de jeu fixes à l'instar de Da Capo sur PlayStation 2 ou encore de Ever 17: The Out of Infinity sur Dreamcast et Xbox 360.
Beaucoup de visual novels disposent de sorties consoles, en particulier sur PlayStation Portable et PlayStation Vita ou encore en moindre importance sur les consoles de la famille Nintendo DS (consoles DS, 3DS et 2DS) par exemple avec la série des Ace Attorney.

### Téléphones et tablettes
Beaucoup de visual novels sont développés exclusivement pour les téléphones et tablettes, en grande majorité des otome, des jeux de drague plutôt axés pour les filles et jeunes femmes.
Beaucoup de studios de développement de visual novels pour PC ne portent pas leurs jeux pour ces dispositifs souvent car le prix de vente serait jugé abusif par les utilisateurs habitués à payer des applications à quelques euros seulement. Une manière de faire payer de tels jeux est de faire payer chapitre par chapitre l'utilisateur à l'instar de jeux comme Steins;Gate ou encore If My Heart Had Wings. La majorité de ces jeux sont en japonais, même si une traduction officielle sur PC est disponible comme pour les visual novels portés du studio Key, Clannad et Planetarian ～chiisana hoshi no yume～ entre autres ou encore, pour un jeu qui n'est pas de Key, Steins;Gate,,.
Cette manière de jouer a les mêmes avantages que le jeu sur console portable : la portabilité.

### Web
Certaines plateformes comme visualnovel.fr en France ou bien oo.parts au Japon permettent aux utilisateurs de jouer en ligne, dans leur navigateur internet et sur différents supports (ordinateur, téléphone, tablette...).
Concernant Ooparts, le visual novel est lancé sur un ordinateur distant via l'infonuagique. Concernant visualnovel.fr, les jeux sont entièrement recodés en HTML5 via le moteur Tyrano Builder,.

## Accueil et postérité

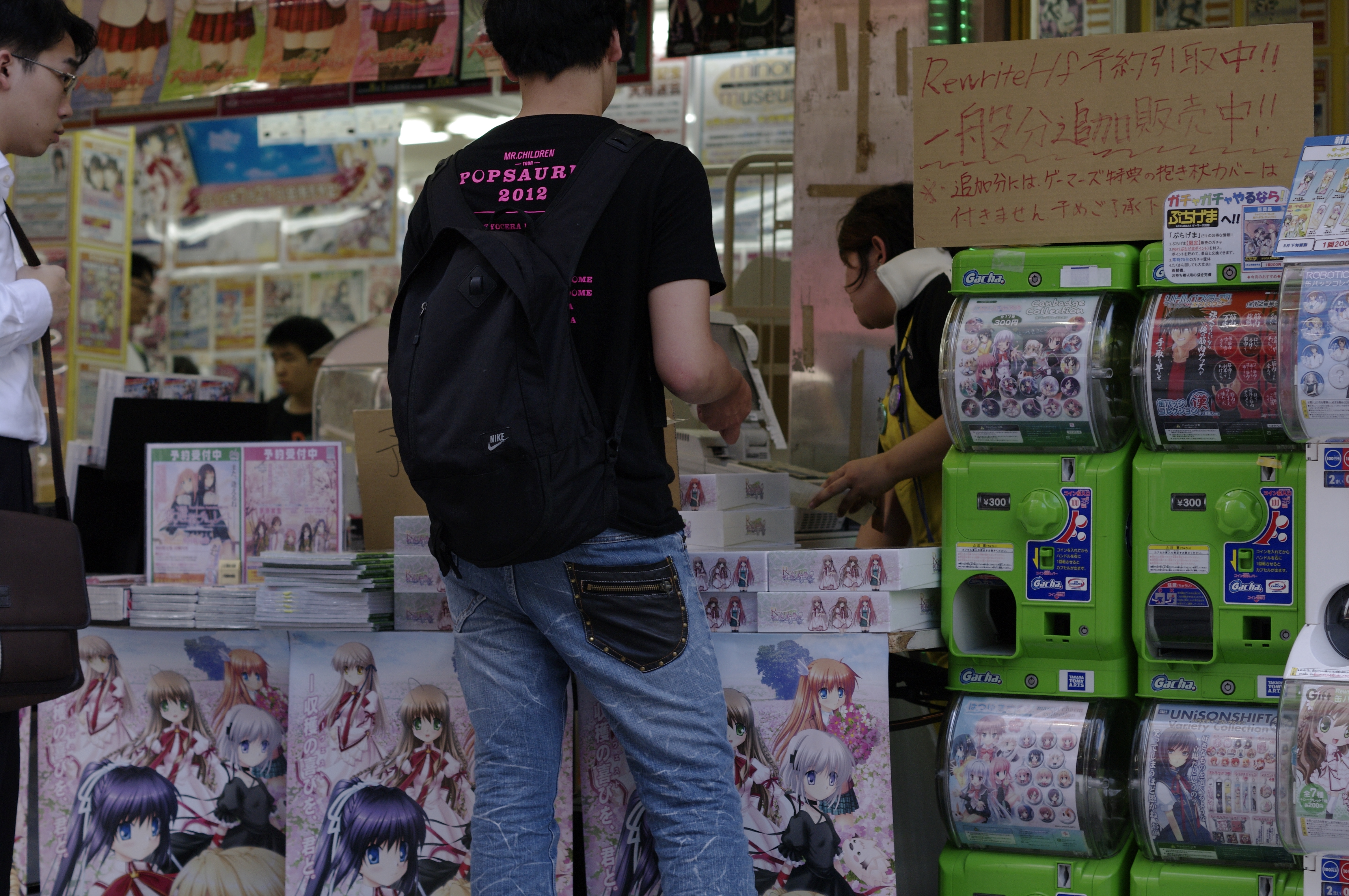
Photographie d'un magasin à Akihabara le jour de la sortie du visual novel Rewrite.

Certains jeux de ce type se démarquent largement de leurs concurrents. On peut citer Higurashi no naku koro ni ou Fate/stay night, aux scénarios très riches. Ces deux titres ont remporté un grand succès et disposent d'une importante communauté de fans.
Nombreux sont les visual novels devenus très populaires. Leur succès donne lieu à des adaptations en manga ou en anime. On peut notamment citer Clannad, Kanon, To Heart, ou encore Muv-Luv (en).
Le marché des visual novels en dehors de l'Asie de l'Est étant très limité, beaucoup de fans de manga et d'anime ne connaissent que ces adaptations.
L'adaptation en roman, bien que plutôt logique — surtout pour les kinetic novels —, est très peu usuelle ; néanmoins des œuvres ont bien été adaptées en roman, à l'instar de The House in Fata Morgana.

## Événements liés

Logo des Moe Game Award 2020.

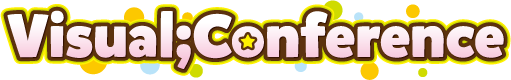
Logo de Visual;Conference

- Les conventions liés à la culture japonaise peuvent accueillir des stands et événements liés aux visual novels.

- Le Comiket (abréviation de Comic Market) est une convention qui a lieu tous les six mois environ, une édition a lieu en hiver et une a lieu en été. Le Comiket rassemble de nombreux fans et créateurs de visual novels, majoritairement des amateurs car la convention leur est destinée. On y trouve également quelques professionnels et semi-professionnels.

- Les Moe Game Award (initialement nommés les Bishōjo Game Award) sont des prix japonais décernés chaque année à des jeux vidéo exceptionnels pour ordinateurs personnels qui ont été classés par l'Ethics Organization of Computer Software. Initialement , cet événement est organisé depuis 2006 sous le nom d'« Oscars de l'industrie des jeux pour adultes ». Ce prix est une forme de récompense pour les jeux dans lesquels l'interaction avec les personnages de bishōjo influence efficacement les émotions des joueurs (qui suscite un sentiment dit « moe »).
- Les conférences Visual;Conference sont une série de conférences anglophones annuelles fondée en 2017 par Randy « Agilis » Au sujet des secteurs du visual novel / roman vidéoludique japonais et occidental. Elle est historiquement la première série de conférences occidentale parlant de ce genre de jeu. L'accès aux conférences en direct est payant[40], mais les rediffusions sont gratuites et disponibles sur YouTube[41].

## Piratage
De nombreux internautes proposent des copies illégales de visuals novels par l'intermédiaire de sites de téléchargements directs, par échanges en pair-à-pair via des protocoles comme le protocole BitTorrent et d'autres moyens divers. Cependant, certains de ces sites informent à leurs utilisateurs si le jeu est disponible légalement et où le trouver.
Les utilisateurs piratent des jeux pour des raisons diverses ; certains n'ont pas assez d'argent, d'autres veulent essayer le jeu avant de l'acheter — surtout quand une version démo n'est pas disponible —, quelques-uns se trouvent dans une région du monde où le jeu n'est pas disponible à la vente — comme l'Afrique, presque toujours dépourvue de sorties officielles —, et d'autres ne veulent tout simplement pas payer.
Certains traducteurs amateurs popularisent cette pratique en mettant à disposition, avec leur traduction, une copie illégale du jeu ; cette pratique est cependant de moins en moins répandue et de nombreux traducteurs amateurs encouragent l'achat du jeu concerné.
Par exemple, par le passé, le site Fuwanovel autorisait les torrents légaux et illégaux, et faisait l'apologie du piratage. En 2015, ceux-ci ont été bannis du site par décision de Taylor « Tay » Finch,,, l'administrateur du site depuis qu'Aaeru, la fondatrice du site, soit régulièrement absente à cause de ses problèmes de santé, puis morte. La devise du site à l'époque était et « Visual novels for the World. » et « Make visual novels popular in the West »,. En effet, Aaeru était pour une culture libre ; Fuwanovel ainsi que ses autres blogs sont — en tout cas à cette époque — dans le domaine public (elle met parfois des notes disant qu'elle n'est pas d'accord avec les sections Creative Commons mises automatiquement par les systèmes de gestion de contenu web),,.
Cette pratique met à mal les développeurs et éditeurs car ces derniers ne touchent pas un seul centime.

## Controverses
Début septembre 2012, une série d'articles sur le site de l'Association des universités et collèges privés du Vietnam a fortement critiqué les jeux pornographiques et les visual novels, reprochant entre autres à « la grande majorité » de ce genre de jeux d'être des jeux pornographiques contenant des scènes de viol, de violence et d'inceste,,. En réaction, une forte vague de protestations parmi la communauté des fans de visual novels au Vietnam s'est manifestée sur des forums et sites web vietnamiens populaires.

## Classification

### Au Japon

Icône de l'EOCS indiquant un jeu ou logiciel interdit aux moins de 18 ans.

Icône de la CERO indiquant un jeu ou logiciel interdit aux moins de 18 ans.

Il existe deux organes majeurs de classification concernant les visual novels au Japon :
1. L'Ethics Organization of Computer Software (abrégé EOCS ou Sofurin), une organisation japonaise qui s'occupe d'évaluer les jeux vidéo et les logiciels, en particulier les visual novels, les jeux de drague et les eroges. Elle est plus axée vers les jeux PC.
2. La Computer Entertainment Rating Organization (abrégé CERO), une organisation à but non lucratif chargée d'évaluer les jeux vidéo et une partie des logiciels au Japon.

### Dans le reste du monde
Dans le reste du monde, ce sont les organes de classification peu spécialisés vis-à-vis du genre, comme le PEGI en Europe, qui vont juger le contenu des visual novels. Le PEGI avait, par exemple, classé Le sanglot des cigales, jeu contenant beaucoup de scènes violentes, comme « déconseillé aux moins de 7 ans ». L'organisme n'avait en fait classifié que les mini-jeux présents dans Le sanglot des cigales,. L'organisme a pris connaissance du sujet et classe aujourd'hui tout le contenu des visual novels.

## Hors du Japon

### Traductions

Bannière de Sekai Project à l'époque où ils n'étaient qu'un groupe de traducteurs amateurs.

La quasi-totalité des visual novels sont écrits par des studios japonais, et ceux qui ont peu de succès ne sont, généralement, jamais traduits en une autre langue. Pour les autres, les premiers traducteurs sont la plupart du temps des groupes de fans, le plus souvent anglophones, voulant permettre à un public plus large d'en profiter. Parfois, par la suite, le jeu connaît une distribution officielle en Occident, généralement traduit en anglais. Quelquefois, le travail des fans est gardé, mais, d'autres fois, la traduction est refaite par une équipe professionnelle. Plus rarement, des fans créent ensuite un correctif de la traduction officielle.
Par exemple, Sekai Project, l'équipe de fans ayant traduit en anglais School Days a collaboré avec JAST USA pour officialiser leur traduction, puis par la suite, ils créèrent leur propre société éponyme.
Aujourd'hui, Sekai Project est un acteur majeur dans le domaine de la traduction de visual novels avec environ une centaine de visual novels au compteur.
Autre exemple, l'équipe de fans Committee of Zero a créé un correctif de la traduction anglaise officielle de Steins;Gate produite par JAST USA. Plus considérable encore, le jeu If My Heart Had Wings, connu en partie pour sa traduction douteuse, a reçu une retraduction complète en 2018 à l'initiative de fans.
Un fait curieux est qu'en dépit des relativement nombreuses traductions commerciales, la traduction la plus encline à détenir le rôle de première traduction amatrice anglophone conséquente date de juin 2006 ; il s'agit de la traduction de Wind: A Breath of Heart (en). Cependant, la traduction du bien plus conséquent, connu et encensé Tsukihime (estimé à environ 50 h) est publiée en décembre 2006, tandis que la version finale de la traduction de Wind — traduction qui abrège par ailleurs certains passages (≈ 25 % de texte en moins) — a été publiée en février 2007,.
Depuis mi-2009, les visual novels traduits en français connaissent une expansion conséquente. Plusieurs groupes de traduction, tels que Kawa-Soft, ont vu le jour, et plusieurs projets de visual novels français sont en cours.
La traduction du jeu Le sanglot des cigales réalisée par Pierre Bancov est un exemple notable de l'auto-édition de visual novel, de plus en France.

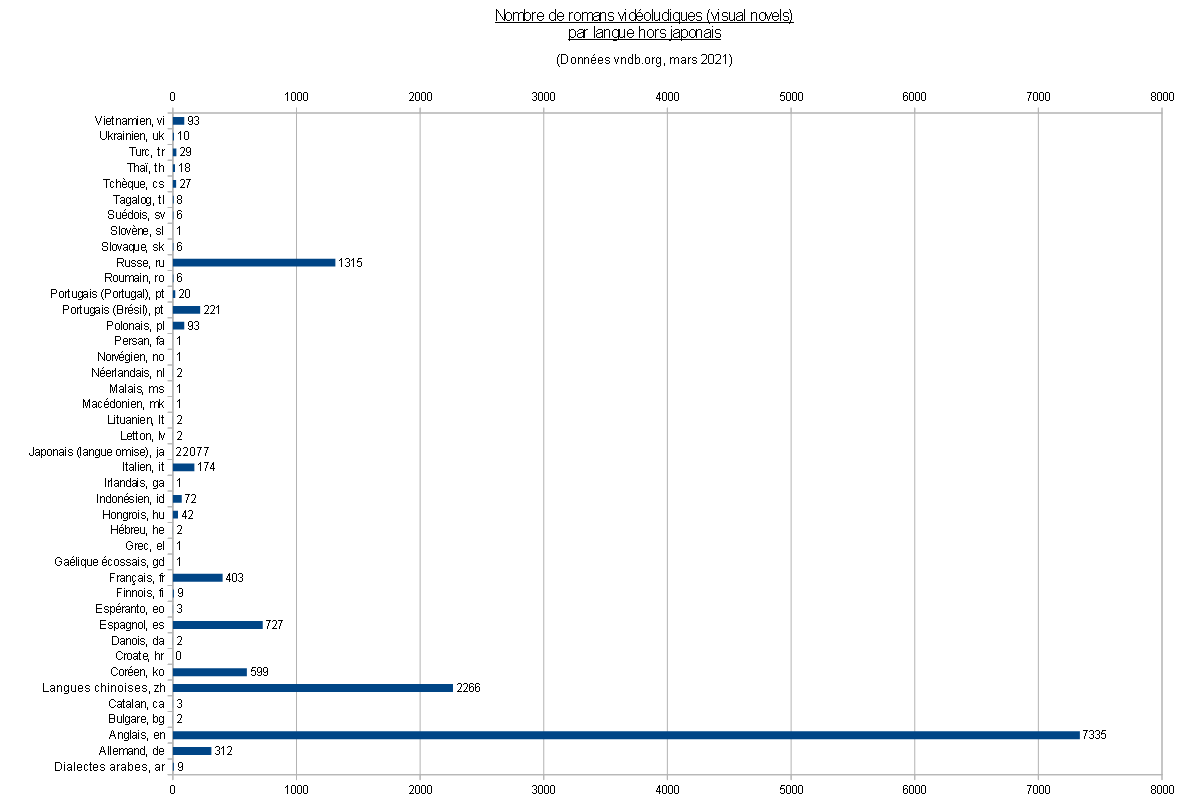
Les traductions amatrices propulsent certaines langues dans le classement comme le russe, le chinois, l'espagnol La scène de la traduction amatrice dans ces pays est plus active que la moyenne, notamment parce qu'il y a très peu de sorties officielles dans ces langues et que le piratage est courant, tant en Chine qu'en Russie ou en Amérique latine.

### Ambiguïtésound novel-visual novel
| des jeux considérés comme précurseurs respectivement du sound novel et du visual novel. | |
| 1992                                                                                    | Otogirisō (en) (considéré comme le 1er sound novel, 1er jeu de la franchise Sound Novel de Chunsoft)                                         |
| 1993                                                                                    | |
| 1994                                                                                    | |
| 1995                                                                                    | |
| 1996                                                                                    | Shizuku (considéré comme le 1er visual novel ayant inspiré les visual novels modernes, 1er jeu de la série Leaf Visual Novel Series de Leaf) |

Un sound novel (サウンドノベル, saundo noberu, litt. « roman sonore ») est un genre de jeu très proche du visual novel qui privilégie le son et la musique aux graphismes. Ce genre reste une continuation du jeu d'aventure indépendante au visual novel malgré les similitudes très fortes entre les deux genres.
En dehors du Japon, le terme « sound novel » est très obscur et rarement utilisé car très peu de jeux de ce genre sont disponibles en anglais et parce que beaucoup de jeux sont simplement reclassés en visual novel par les fans étrangers.
Par exemple, sur la base de données de visual novels The Visual Novel Database (VNDB), qui est la plus connue internationalement, les sound novels de la série When They Cry sont présents.

### Édition

#### En France

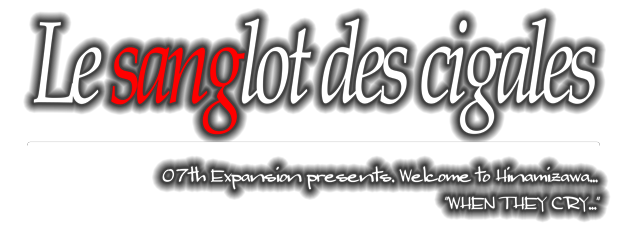
Higurashi no naku koro ni (traduit en « Le sanglot des cigales »), est le premier visual novel / sound novel conséquent à être commercialisé en français et ayant reçu une traduction qui n'est pas à l'origine d'une demande du développeur ou de l'éditeur responsable du jeu.

Pierre Bancov évoquait dans plusieurs interviews,, la difficulté d'éditer des visual novels en France. Les raisons concernaient le financement et le fait que le PEGI ne considérait pas à l'époque le genre du VN comme des jeux vidéo à part entière.

#### Monde anglophone
L'édition de visual novel dans le monde anglophone est plus simple qu'en France par exemple, car la majorité les fans étrangers savent lire l'anglais. C'est ainsi un des plus grands marchés du monde concernant les visual novels actuellement. Bien que le marché soit relativement accessible, ce dernier ressemble de prime abord à une oligopole de par la notoriété de seulement quelques éditeurs. Ceux qui reviennent souvent sont MangaGamer, JAST USA, Sekai Project et assez récemment NekoNyan. MangaGamer, JAST USA sont connus également de par leur ancienneté mais aussi pour avoir traduit certains visual novels et séries de visual novels très connues ; la série des Da Capo et les jeux The House in Fata Morgana, Ef: A Fairy Tale of the Two ou encore Eden* ont été traduits par MangaGamer tandis que JAST USA a traduit des titres tels que Saya no Uta, Steins;Gate, Maji de Watashi ni Koi Shinasai!! (en) ou encore la série des School Days (School Days et Summer Days (en)), ce cas-ci en collaboration avec Sekai Project,.

### Productions

#### Production en Occident
Certains jeux sont développés par des équipes occidentales indépendantes, comme Katawa Shoujo (Four Leaf Studios). L'idée initiale de ce jeu vient d'un dessin posté sur le forum à images 4chan.
Les productions de visual novels provenant de l'Occident sont souvent plus opportunes à adopter un style graphique autre que le style « manga ».

##### En francophonie
À compter de 2021, les développeurs francophones sont très peu nombreux et sont tous axés sur le jeu vidéo otome ; certaines personnes dont des acteurs du secteur souhaitent que des développeurs tentent d'amener plus de diversité au genre en francophonie.

#### Production en Orient (hors Japon)
D'autres œuvres sont développées hors de la sphère japonaise avec par exemple Studio Klondike, basé à Singapour, qui a réalisé à ce jour Nekojishi et Beek.

### Globalement

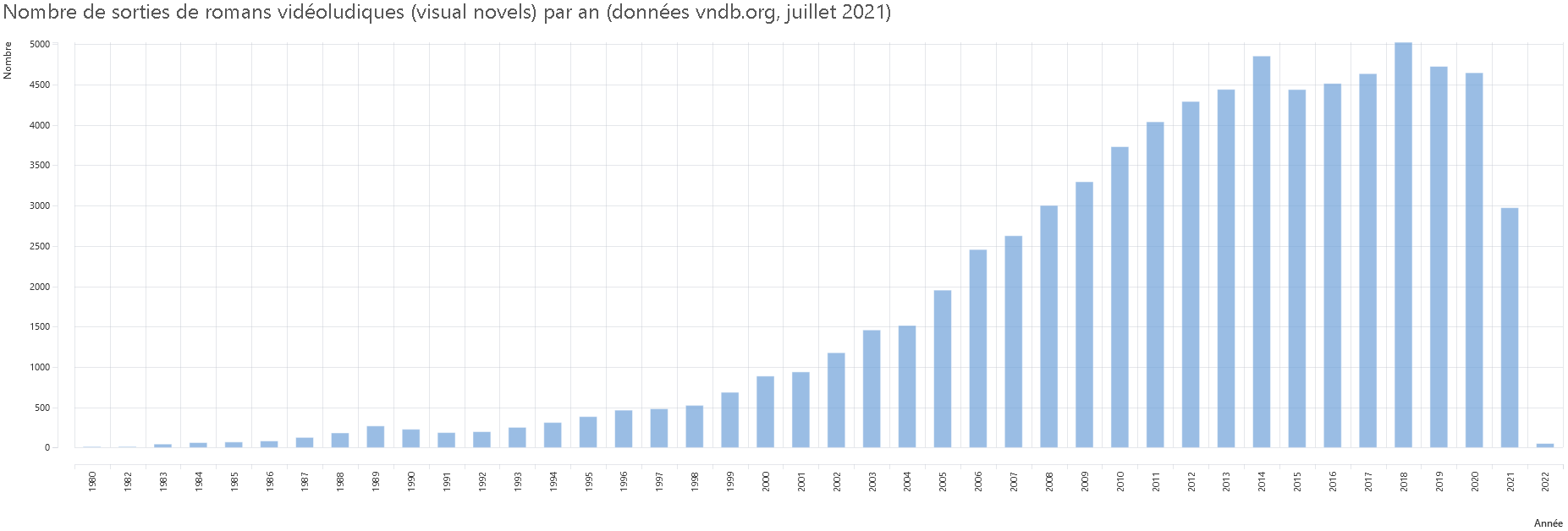
Diagramme représentant le nombre de sorties romans vidéoludiques (visual novels) par an selon les données du site The Visual Novel Database du 23 juillet 2021. Il faut cependant noter que l'année 2021 n'est pas terminée, que l'année 2022 ne contient que les potentielles sorties déjà annoncées et que les données ne sont pas parfaitement véridiques.

## Médiatisation et popularisation

### En Occident

#### Monde anglophone
La médiatisation des visual novels dans le monde anglophone est relativement développée, beaucoup de sites spécialisés dans les jeux vidéo en parlent relativement régulièrement voire des sites spécialisés se créent autour du visual novel à l'instar du réseau de sites web Fuwanovel et des forums de Lemma Soft.
Par manque de représentativité, les amateurs du reste du monde se rallient la plupart du temps — s'ils sont anglophones — aux amateurs natifs de pays du monde anglophone. C'est en majorité le cas des amateurs provenant des pays nordiques, des pays baltes, des balkans ou encore des pays de l'Europe médiane.

##### Sources d'informations
Il existe de nombreuses sources d'informations sur les visual novels en anglais ; des bases de données, forums et autres sites d'actualités liés au genre.
The Visual Novel Database (abrégé officiellement en VNDB) est une base de données collaborative axée sur les visual novels (jeux, développeurs, éditeurs, etc.). Tout utilisateur possédant un compte peut modifier la base de données. Elle est la base de données la plus connue dans le monde en ce qui concerne les visual novels.
Le réseau de sites Fuwanovel est constitué de forums, d'un site d'actualités des visual novels, d'un système de recommandations automatisé et de bien d'autres contenus. C'est l'un des forums les plus connus dans le monde en ce qui concerne les visual novels.
Lemma Soft est un forum consacré aux visual novels, de nombreux joueurs et créateurs s'y rassemblent. Par exemple, c'est sur les forums de Lemma Soft que le développeur de Ren'Py poste les journaux des modifications du logiciel.
Les sites de type wiki comme Baka-Tsuki et le défunt TLWiki ont pour but de rassembler les projets de traductions amatrices. TLWiki était exclusivement axé sur les visual novels. Baka-Tsuki, bien qu'orienté de base sur les light novels, hébergeait tout de même des projets de traductions de visual novels. Ce type de site permet aux traducteurs amateurs d'annoncer leur projet de traduction et d'avoir une page web dédiée gratuitement. Ils n'ont plus besoin de payer l'hébergement d'un site consacré à leur projet ou de faire de longs posts sur des forums consacrés aux visual novels. Cela permet aussi aux joueurs de suivre l'avancée des traductions amatrices en cours. Les correctifs de traduction des jeux ne sont souvent pas autorisés sur ce genre de site et doivent être hébergés sur un site tiers comme un site de stockage cloud. L'index de traductions amatrices de visual novels de l'internaute Shii, ensuite repris par l'internaute Eternal72 sous le nom de The Translation Library (litt. « La bibliothèque de traductions » ou « La traducthèque »), a été fondé en 2002 et est toujours en ligne. Il peut être considéré comme l'ancêtre de TLWiki.
Les sites spécialisés dans les jeux vidéo en général parlent relativement souvent des visual novels. On peut citer en particulier le site Gematsu, un site spécialisé sur l'actualité des jeux vidéo japonais.
Les réseaux sociaux sont aussi une source d'informations. Certains développeurs et éditeurs publient des messages, ou des internautes les relaient directement. Les réseaux sociaux les plus actifs sur le sujet sont Twitter et Reddit.
Pour les eroge on peut citer le site Hau~ Omochikaeri!, ce dernier répertorie les sorties d'eroge sortis entre 2008 et 2020 mois par mois.
Concernant les forums ayant pour sujet de discussion principal un développeur en particulier, il existait le forum Kazamatsuri consacré aux discussions concernant les œuvres de Key et le forum Rokkenjima pour les œuvres de 07th Expansion, ceux-ci sont désormais archivés, plus aucune interaction n'est possible depuis leur fermeture datant respectivement du 1er janvier 2020 et 1er mars 2018,.

##### Émissions et chaînes consacrées auxvisual novels
Quelques émissions et chaînes sur internet sont consacrées aux visual novels, il y a l'émission récapitulative des actualités « Visual Novel Monthly Recap » et autres vidéos de superange128, les critiques et guides écrits ou filmés de Rockmandash12 ou encore la chaîne VGVNGamer qui poste nombre de vidéos, allant des openings de visual novels récents semblant intéressants à des vidéos gameplay.

##### Conférences consacrées auxvisual novels
Il existe actuellement une conférence consacrée au visual novels dans le monde anglophone ; Visual;Conference. La conférence Visual;Conference a débuté en 2017 avec sa première édition. Cette conférence rassemble les créateurs de visual novels anglophones, où ces derniers discutent de l'industrie du visual novel, son avenir, etc. Cette conférence est en grande partie axée sur l'industrie anglophone et japonaise. Des rediffusions vidéo sont postées sur une chaîne YouTube dédiée.

##### Entreprises fortement consacrées auxvisual novels
Quelques entreprises sont fortement spécialisées dans les visual novels. Certaines sont relativement anciennes comme JAST USA et MangaGamer. D'autres se sont créées il y a quelques années comme Sekai Project ou encore NekoNyan.
Toutes sont éditrices et traductrices de visual novels. JAST USA et MangaGamer privilégient les eroges et souvent les nukiges, tandis que Sekai Project et NekoNyan se tournent plutôt vers des publications tout public pour être éligible sur des plateformes plus générales tel que Steam. Elles ajoutent en complément un correctif gratuit pour remettre les scènes censurées sur leurs sites ou sites affiliés. Ces entreprises communiquent et popularisent le visual novel. Il existe évidemment d'autres éditeurs, mais ils sont trop peu notables.

##### Groupes de fans et fans fortement consacrés auxvisual novels

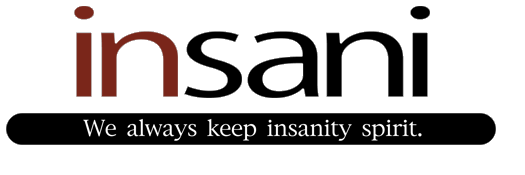
Logo du groupe d'amateurs insani.

Des groupes de fans et des fans anglophones ont popularisé les visual novels à leur échelle, les plus notables sont :
- Le groupe insani qui maintenait la branche anglaise de ONScripter, ONScripter-EN. Il organisait le festival al together, qui est un marathon de traduction amatrice . Le collectif a traduit des titres avec d'autres fans comme Peter « Haeleth » Jolly, parmi lesquels Narcissu ou encore Planetarian ～chiisana hoshi no yume～[82],[83].
- Mirror Moon a traduit des jeux comme Utawareru mono et des jeux de Type-Moon comme Fate/stay night et Tsukihime[84].
- Le groupe d'amateur Sekai Project est connu pour sa traduction de School Days mais surtout pour les visual novels traduits par la société éponyme qui s'est formée à partir du groupe de fan.

#### En francophonie
La médiatisation des visual novels en francophonie est très réduite, les médias traditionnels n'en parlent pas. Seuls certains fans francophones du genre essayent de populariser les visual novels à un public plus large.

##### Sources d'informations
Les sources d'informations concernant les visual novels sont quasi inexistantes dans le monde francophone. Les seules interviews trouvables facilement ne concernent qu'Higurashi (interviews de Pierre Bancov, le traducteur,, et Ryūkishi07) et les acteurs principaux du visual novel en France (Kawa-Soft et, comme cité précédemment, Pierre Bancov,,).

##### Émissions et chaînes consacrées auxvisual novels
Des émissions sur les visual novels existent sur YouTube par exemple, bien que noyées par l’algorithme par manque de spectateurs. On peut notamment citer l'émission Visual Nova.
Les chaînes de Let's Play sont à peine plus populaires. La chaîne la plus notable, celle de Xeyl, bien qu'elle ne soit pas consacrée qu'aux visual novels, s'est formée autour d'une communauté très liée aux visual novels. En effet, les Let's Play de Katawa Shoujo et de Higurashi restent les séries les plus populaires de cette chaîne.

##### Associations popularisant lesvisual novels
Les deux associations Kawa-Soft et MonoType (anciennement Type-Moon France) restent à ce jour les seules associations en France à avoir comme objectif principal la popularisation des visual novels dans le monde francophone.

#### Monde italophone

##### Sources d'informations
Les sources d'informations concernant les visual novels sont quasi inexistantes en italien. Quelques sites spécialisés dans le jeu vidéo en parlent de temps en temps mais la plupart des informations s'échangent entre fans sur des forums ou via les réseaux sociaux.

##### Groupes de fans et fans fortement consacrés auxvisual novels
Très peu de visual novels sont disponibles en italien mais la communauté italienne comporte quelques traducteurs amateurs ambitieux. Ces traducteurs se concentrent sur des jeux importants comme Clannad, Katawa Shoujo, Fate/stay night, Tsukihime, The House in Fata Morgana, la série Danganronpa, la série Zero Escape (en), la série Science Adventure, etc. De plus petits jeux tels que Narcissu, Saya no uta ou encore Toradora Portable! sont également traduits. D'autres traductions ambitieuses sont à venir comme les traductions italiennes d'Ever 17: The Out of Infinity et de Rewrite.
Parmi les traducteurs amateurs les plus prolifiques on peut citer Riffour (qui traduit essentiellement des visual novels de Type-Moon), les groupes CTH Translations (Rewrite, Ever 17: The Out of Infinity, [...] ainsi que Clannad et Planetarian ～chiisana hoshi no yume～ en collaboration avec le groupe GoS Ita), GoS Ita (Clannad, Planetarian ～chiisana hoshi no yume～, Toradora Portable!, Neon Genesis Evangelion: Girlfriend of Steel et Neon Genesis Evangelion: Girlfriend of Steel 2nd), All-Ice Team (les séries Danganronpa et Zero Escape (en)) et Open The Steins Gate (série Science Adventure),,,,.

#### Monde lusophone
Sur le terrain du visual novel, le monde lusophone est surtout porté par le Brésil. Cela s'explique d'une part de par sa place de 1er pays lusophone de par sa population, mais également d'autre part parce qu'il y a eu plus d'immigrés japonais au Brésil que dans n'importe quel autre pays du monde. Donc il y a une forte connexion entre le Brésil et la culture japonaise.

##### Sources d'informations
Les sources d'informations concernant les visual novels sont quasi inexistantes en portugais. Quelques sites spécialisés dans le jeu vidéo en parlent de temps en temps mais la plupart des informations s'échangent entre fans sur des forums ou via les réseaux sociaux.

##### Groupes de fans et fans fortement consacrés auxvisual novels
Le peu de visual novels portugais sont en grande majorité en portugais brésilien. Les visual novels portugais se résumant à des jeux Android peu connus et à une parodie concernant André Ventura, une personnalité politique relativement importante d'extrême droite. La plupart des traductions de visual novels sont en portugais brésilien, mais sont surtout des traductions amatrices parce que le Brésil est presque toujours dépourvu de sorties officielles. Cependant, la plupart de ces traductions sont produites par des petites équipes, souvent n'ayant que pour but de traduire un jeu. Des traducteurs se concentrent sur des jeux importants comme Little Busters!, Katawa Shoujo, Fate/stay night, Tsukihime, G Senjou no Maou (en), les jeux Steins;Gate, etc. De plus petits jeux tels que Narcissu ou encore Saya no uta sont également traduits.
Parmi les traducteurs amateurs les plus prolifiques, on peut citer les groupes Zero Force Translations (Little Busters!, G Senjou no Maou (en), [...] ainsi que Planetarian ～chiisana hoshi no yume～, la série des Narcissu, [...]) et VNX+ (Katawa Shoujo, Doki Doki Literature Club!, les jeux Steins;Gate, [...]),.
Les scènes lusophones mozambicaine, angolaise, bissau-guinéenne, timoraise, équatoguinéenne, macanaise, capverdienne et santoméenne ne sont pas ou extrêmement peu développées.

#### Monde néerlandophone

##### Sources d'informations
Les sources d'informations concernant les visual novels sont quasi inexistantes en néerlandais. Entre 2012 et 2015 cependant, le site visualnovels.nl publiait de temps à autre des nouvelles liées au genre. À présent, la plupart des informations s'échangent entre fans sur des forums ou via les réseaux sociaux.

##### Groupes de fans et fans fortement consacrés auxvisual novels
Très peu de visual novels sont disponibles en néerlandais, la plupart étant des traductions d'œuvres anglaises très courtes ; à compter de 2021, aucune œuvre japonaise n'a été traduite en néerlandais pour l'instant — que ce soit « classique » ou « obscure ». Malgré cela, les néerlandophones restent significatifs dans le cercle des figures de proue de la communauté mondiale des visual novels, notamment grâce à Yoran « yorhel » Heling, le fondateur de The Visual Novel Database, et anonl, le contributeur principal du moteur VNDS et développeur de NVList.

### Au Japon

#### Sources d'informations
Les sorties des visual novels sont couvertes par une presse spécialisée, les périodiques Famitsu et Dengeki G's Magazine couvrent les visual novels en général. Pour les eroge, on peut citer le magazine BugBug.
L'équivalent japonais de The Visual Novel Database est le site ErogameScape.

#### Groupes de fans et fans fortement consacrés auxvisual novels
La majorité écrasante des visual novels est composée de visual novels amateurs dits « doujins » au Japon. De même que de nombreux genres de jeux vidéo, la scène amateure est la plus prolifique. Mais il est difficile de mesurer précisément à quel point, de par la distribution très éparpillée de ces derniers. De nombreuses entreprises connues telles que Type-Moon ou encore 07th Expansion ne sont qu'une professionnalisation d'un groupe / cercle amateur éponyme.

### En Orient (hors Japon)
Le journaliste japonais Koji Fukuyama estime que le tournant de la popularisation des visual novels en république de Chine et en république populaire de Chine a été la traduction de 2004 en mandarin du logiciel et moteur de jeu Ren'ai shimyurēshontsukūru 2 (恋愛シミュレーションツクール2, litt. « Créateur de simulations amoureuses 2 ») qui est connu sous le nom de « 戀愛遊戲製作大師2 » dans ces pays. Sorti en 2001 au Japon, il est l'équivalent de RPG Maker pour les jeux de drague de type visual novel.
L'équivalent en mandarin de The Visual Novel Database et ErogameScape est le site Bangumi.

## Personnalités du milieu
Certains développeurs se sont établi une certaine popularité parmi les fans, tant au Japon qu'à l'étranger. Ceux-ci sont souvent à l'origine de studios de développement, de séries de jeux connues ou de productions à budget élevé. On peut citer Kinoko Nasu de Type-Moon (Tsukihime, Fate/stay night...), Jun Maeda de Key (Kanon, Air, Clannad, Little Busters!...), Chiyomaru Shikura à l'origine de 5pb., Mages et du Chiyomaru Studio (la série Science Adventure entre autres). On peut encore citer Ryūkishi07 de 07th Expansion (la série des When They Cry notamment), étant donné que les fans internationaux considèrent en général que les sound novels sont des visual novels.
Dans certains cas, une telle popularité peut avoir des effets extraordinaires ; la notoriété de Kinoko Nasu est telle qu'un astéroïde porte son nom, l'astéroïde (54563) Kinokonasu. Dans d'autres cas, cette même notoriété peut porter préjudice. Par exemple, Ryūkishi07 est protégé par la loi japonaise pour que ses informations personnelles comme son nom et prénom ne soient pas divulguées.

## Développeurs notables devisual novels
- Âge (Kimi ga Nozomu Eien, Akane Maniax, Muv-Luv, Muv-Luv Alternative)
- Alicesoft (la série des Rance)
- August (Fōchun Ateriaru, Yoake Mae yori Ruriiro na, Aiyoku no Eustia, Daitoshokan no Hitsujikai)
- Capcom (la série Ace Attorney)
- Frontwing (la série des Grisaia et Island)
- KeroQ (Wonderful Everyday Down the Rabbit-Hole...)
- KID (la série des Infinity: Never 7, Ever 17, Remember 11 et 12Riven)
- Makura (Sakura no Uta, ATRI -My Dear Moments-, Himawari no Kyoukai to Nagai Natsuyasumi...)
- Mages (anciennement 5pb.) (la série Science Adventure : (Chaos;Head NoAH, Chaos;Head NoAH, Chaos;Child, Steins;Gate, Steins;Gate 0, Robotics;Notes, Robotics;Notes DaSH, Occultic;Nine et Anonymous;Code)
- Navel (Shuffle! et ses dérivés, Oretachi ni Tsubasa wa Nai)
- Nitro+ (Saya no Uta, Chaos;Head, Steins;Gate...)
- 0verflow (la série des School Days)
- Spike Chunsoft (la série Danganronpa, la série Zero Escape (en) (999: Nine Hours, Nine Persons, Nine Doors, Virtue's Last Reward)
- Studio Circus (la série des Da Capo, Suika)
- Studio Key (Kanon, Air, Clannad, Little Busters!, Rewrite, Planetarian)
- Studio Leaf (la série Leaf Visual Novel Series : (Shizuku, Kizuato, To Heart, Routes) ou encore Utawareru mono, White Album)
- Type-Moon (Tsukihime, Fate/stay night)
- Parmi les jeux notables qui ne viennent pas de développeurs spécialisés dans le visual novel, il y a Doki Doki Literature Club! (Dan Salvato), Katawa Shoujo (Four Leaf Studios) ou encore Everlasting Summer (Soviet Games).

## Éditeurs et traducteurs notables devisual novels

### Éditeurs et traducteurs ciblant un public francophone
(ordre alphabétique)
- Kawa-Soft (association française)
- PBSaffran (entreprise individuelle française)
- VisualNovel.fr (site détenu par SAS BDG, une entreprise française)
- MonoType (association française)
- EroGames (entreprise croate) (eroges)

### Éditeurs et traducteurs ciblant un public anglophone
| Logo de MangaGamer |  | Logo de JAST USA |
|                    |  |                  |

| Logo de Sekai Project |  | Logo de NekoNyan |
| MangaGamer, JAST USA, Sekai Project et NekoNyan sont les éditeurs et traducteurs anglophones les plus prolifiques actuellement. |  |                  |

(ordre alphabétique)
- aNCHOR (entreprise)
- Frontwing (entreprise)
- JAST USA (entreprise)
- MangaGamer (entreprise)
- NekoNyan (entreprise)
- Sekai Project (entreprise)
- Spike Chunsoft (entreprise)
- Visual Arts/Key (Studio Key) (entreprise)

## Moteurs de jeu notables devisual novels
(ordre alphabétique)
- Buriko General Interpreter (aussi appelé Ethornell et abrégé en BGI) (logiciel propriétaire, langage de script)
- KiriKiri (logiciel libre avec possibilité d'achat de licences commerciales [celles-ci autorisent la modification du moteur sans en publier les modifications], langage de script)
  - Tyrano Builder (payant, logiciel propriétaire, langage graphique et langage de script) (logiciel utilisant la syntaxe du système KAG)
- NScripter (gratuit, logiciel propriétaire, langage de script)
  - ...et les moteurs lui étant liés.
- Ren'Py (logiciel libre, langage de script)
- VNDS (logiciel libre, langage de script)

Moteur relativement limité ayant pour but de porter des jeux du genre sur une pléthore de plateformes, bien qu'à l'origine seulement pour Nintendo DS. Peu recommandable pour d'autres usages.